# Чжун Тяньши
Чжун Тяньши (кит.: 钟天使, нар. 2 лютого 1991, Шанхай, Китай) — китайська велогонщиця, олімпійська чемпіонка 2016 та 2020 року.

## Виступи на Олімпіадах
| Олімпіада           | Дисципліна       | Місце |
| ------------------- | ---------------- | ----- |
| Ріо-де-Жанейро 2016 | спринт           | 5     |
| Ріо-де-Жанейро 2016 | кейрін           | 11    |
| Ріо-де-Жанейро 2016 | командний спринт | 1     |
| Токіо 2020          | спринт           | 10    |
| Токіо 2020          | кейрін           | 12    |
| Токіо 2020          | командний спринт | 1     |

## Зовнішні посилання
- Чжун Тяньши — олімпійська статистика на сайті Sports-Reference.com (англ.) (архівна версія)